# Brinckheim
Brinckheim é uma comuna francesa na região administrativa de Grande Leste, no departamento Alto Reno. Estende-se por uma área de 3,39 km². Em 2010 a comuna tinha 424 habitantes (densidade: 125,1 hab./km²).